# With the earth above me
With the earth above me is het tweede album van de Hoogezandse band LPG uit 2008.

## Opnamen
In 2007 begon LPG, na het succes van het nummer Belly dat werd gebruikt in een Nokia-reclame, aan de opnames van een tweede album in de Studio Sound Enterprise met producer Frans Hagenaars. In tegenstelling tot het album I fear no foe werden de nummers voor dit album reeds als demo tot in de details uitgewerkt. Hierdoor maakt de cd een volwassener indruk dan zijn voorganger. Gedurende de opnames trad de band ook twee maal op als Joy Division bij de voorpremière in Groningen en Utrecht van Control van Anton Corbijn over het leven van Ian Curtis.
Op 22 oktober 2007 maakte de groep, onder leiding van bandlid en kunstenaar Martien ter Veen, op het Spuiplein in Den Haag een mozaïek van twaalf bij twaalf meter met 11 duizend blikjes tomatenpuree. Op het mozaïek werd de band weergegeven. Fotograaf Reyer Boxem nam foto's van het kunstwerk, die de albumvoorkant voor With the earth above me zouden vormen. Na afloop werden achtduizend blikjes doorverkocht, de overige drieduizend werden weggegeven bij aanschaf van het album.
Op 5 mei 2008 werd het album gepresenteerd in de Kelderbar in Vera met een drietal concerten, op 6 mei was er een tweede presentatieronde van drie concerten in de bovenzaal van Paradiso. Bij het nummer We don't understand werd een videoclip opgenomen, maar het nummer verscheen niet officieel op single.

## Muzikanten
- Arend Jan van der Scheer - gitaar, zang
- Martien ter Veen - keyboard, gitaar, zang
- Anne van Wieren - gitaar, basgitaar, zang
- Gerard Kooistra - basgitaar, gitaar, zang
- Christiaan Nijburg - drums, zang

## Tracklist
1. Kiss my hope
2. Therefore
3. Letargy
4. We don't understand
5. Opera
6. I Amsterdam
7. Daylight human beings
8. Billy
9. This is your power
10. Hills
11. I don't belong here
12. Kicking
13. F to the J
14. Peter icon
15. With the earth above me

Alle nummers zijn geschreven door LPG.